# Clay Township (comté d'Adair, Missouri)
Pour les articles homonymes, voir Clay Township.
Clay Township est un township du comté d'Adair dans le Missouri, aux États-Unis,. En 2010, le township comptait une population de 626 habitants.
Le township est baptisé en référence à Henry Clay,  sénateur des États-Unis pour l'État du Kentucky.

## Source de la traduction
- (en) Cet article est partiellement ou en totalité issu de l’article de Wikipédia en anglais intitulé « Clay Township, Adair County, Missouri » (voir la liste des auteurs).